# Демчук, Игорь Владимирович
Игорь Владимирович Демчук (укр. Ігор Володимирович Демчук, позывной — Демон; 24 июня 1987, Карышков — 2 августа 2023, Харьковская область) — украинский военнослужащий, подполковник, участник российско-украинской войны. Герой Украины (2024, посмертно).

## Биография
Игорь Демчук родился 24 июня 1987 года в селе Карышков Винницкой области. Окончил Национальную академию внутренних дел по специальности «Право», а также Национальную академию Национальной гвардии Украины по специальности «Менеджмент».
С 2010 года проходил службу в Западном территориальном управлении Национальной гвардии Украины, начав карьеру с должности стрелка стрелкового батальона. Со временем стал командиром 1-й группы специального назначения отдельного отряда специального назначения.
С 2014 года принимал участие в боевых действиях на востоке Украины. Во время полномасштабного российского вторжения служил в спецподразделении «Омега» Национальной гвардии Украины, проявив мужество и спасая жизни на поле боя.
Погиб 2 августа 2023 года в результате авиаудара в Харьковской области. Похоронен 4 августа 2023 года на Поле Почетных захоронений Лычаковского кладбища во Львове. У него остались жена и двое сыновей.

## Награды
- Звание «Герой Украины» с удостоением ордена «Золотая Звезда» (25 марта 2024, посмертно) — за личное мужество и героизм, проявленные в защите государственного суверенитета и территориальной целостности Украины, верность военной присяге[1].
- Орден «За мужество» III степени (7 сентября 2022) — за личное мужество и самоотверженные действия, проявленные в защите государственного суверенитета и территориальной целостности Украины, верность военной присяге[2].